# Kurnikowa Skała

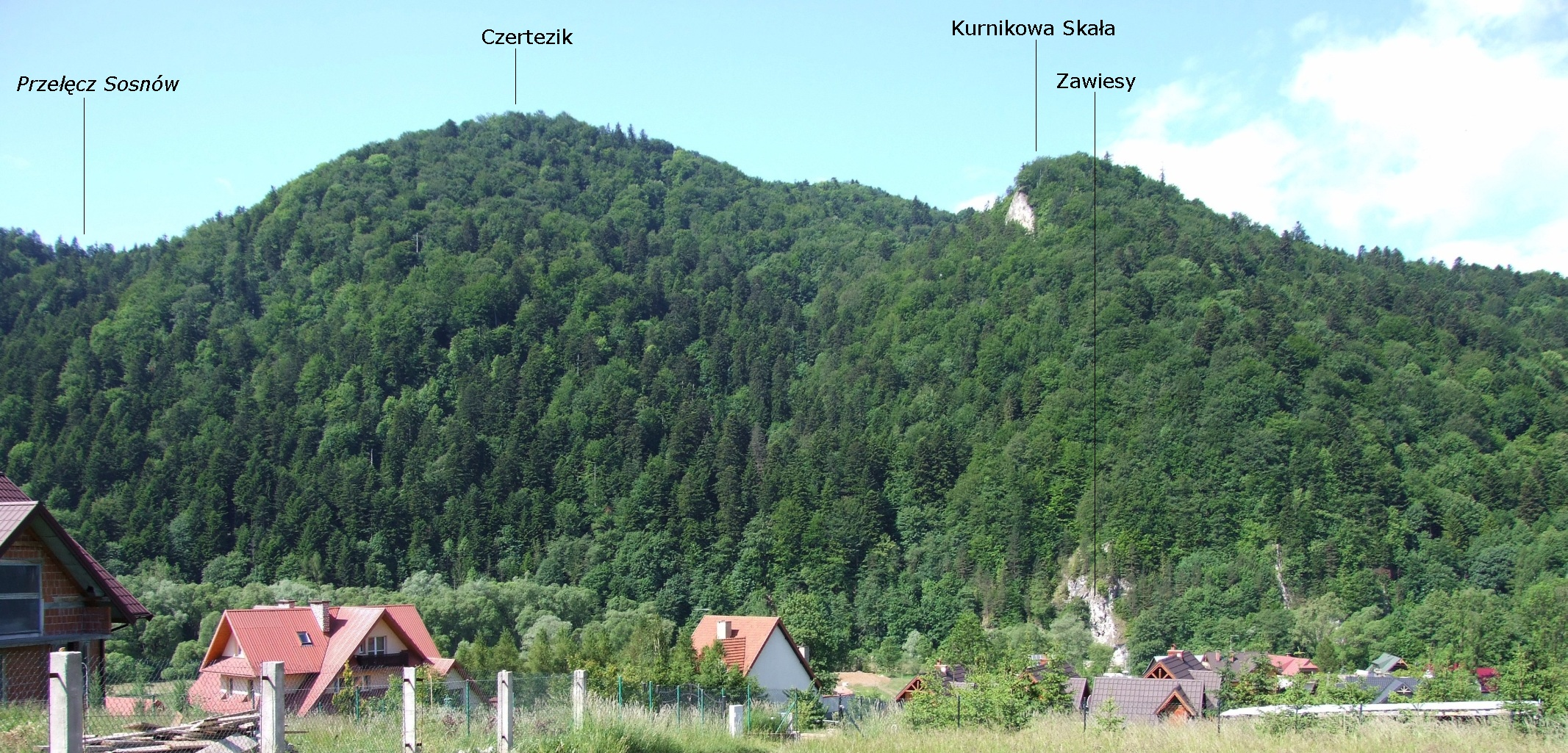
Widok od północnej strony, zza Dunajca

Kurnikowa Skała – wapienna skała na północnych stokach Pieninek. Wznosi się wśród lasu na północ od Czertezika. Po jej północnej stronie znajduje się żleb Żłobina, zaś poniżej, na wschód od niej, tuż obok zielonego szlaku turystycznego prowadzącego z Krościenka na przełęcz Sosnów, znajduje się skała Zawiesy.
Kurnikowa Skała jest widoczna z szosy Krościenko – Szczawnica, jak również z Palenicy i Szafranówki. Znajduje się na niej stanowisko rzadkiego w Polsce gatunku rośliny – wiechliny styryjskiej.
Znajduje się w Pienińskim Parku Narodowym w granicach Krościenka nad Dunajcem, w województwie małopolskim, w powiecie nowotarskim.